# Штемпеда
Штемпеда (нем. Stempeda) — деревня в Германии, в земле Тюрингия, входит в район Нордхаузен в составе городского округа Нордхаузен.
Население составляет 300 человек (на 31 декабря 2006 года). Занимает площадь 9,6 км².

## История
Первое упоминание о поселении относится к 1312 году.
1 декабря 2007 года, после проведённых реформ, Штемпеда вошла в состав городского округа Нордхаузен в качестве района.

## Галерея

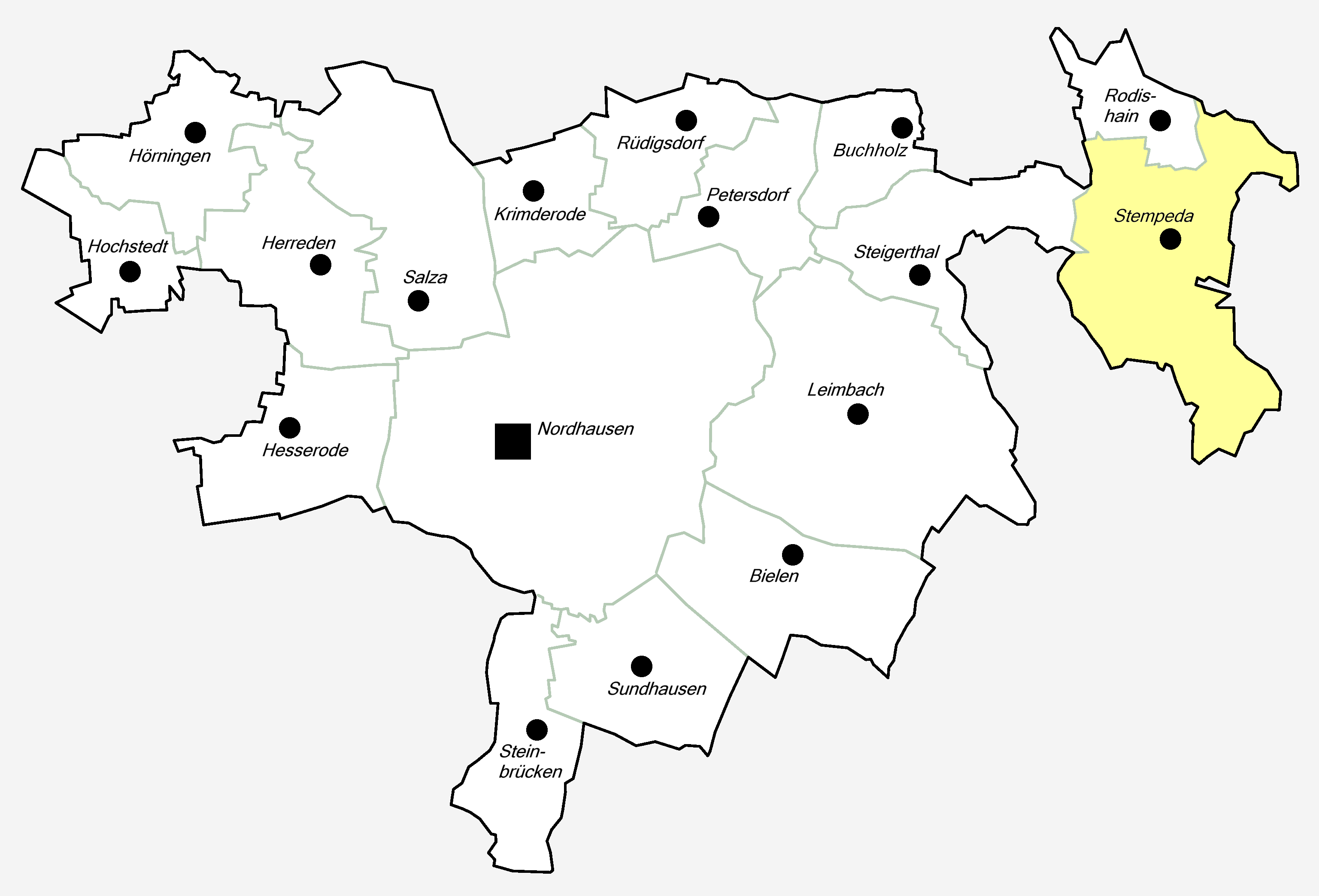
Штемпеда на карте городского округа
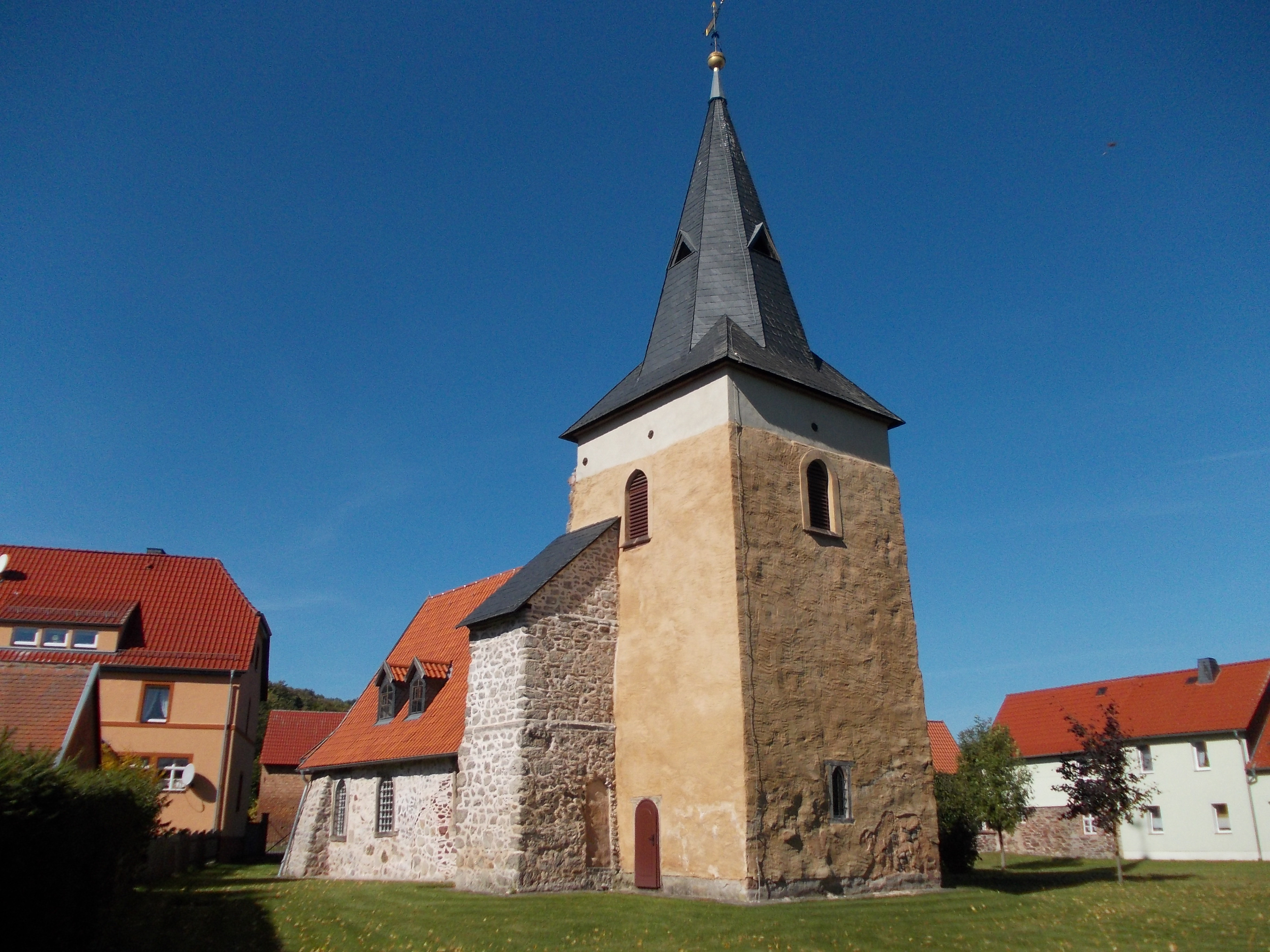
Церковь в Штемпеде
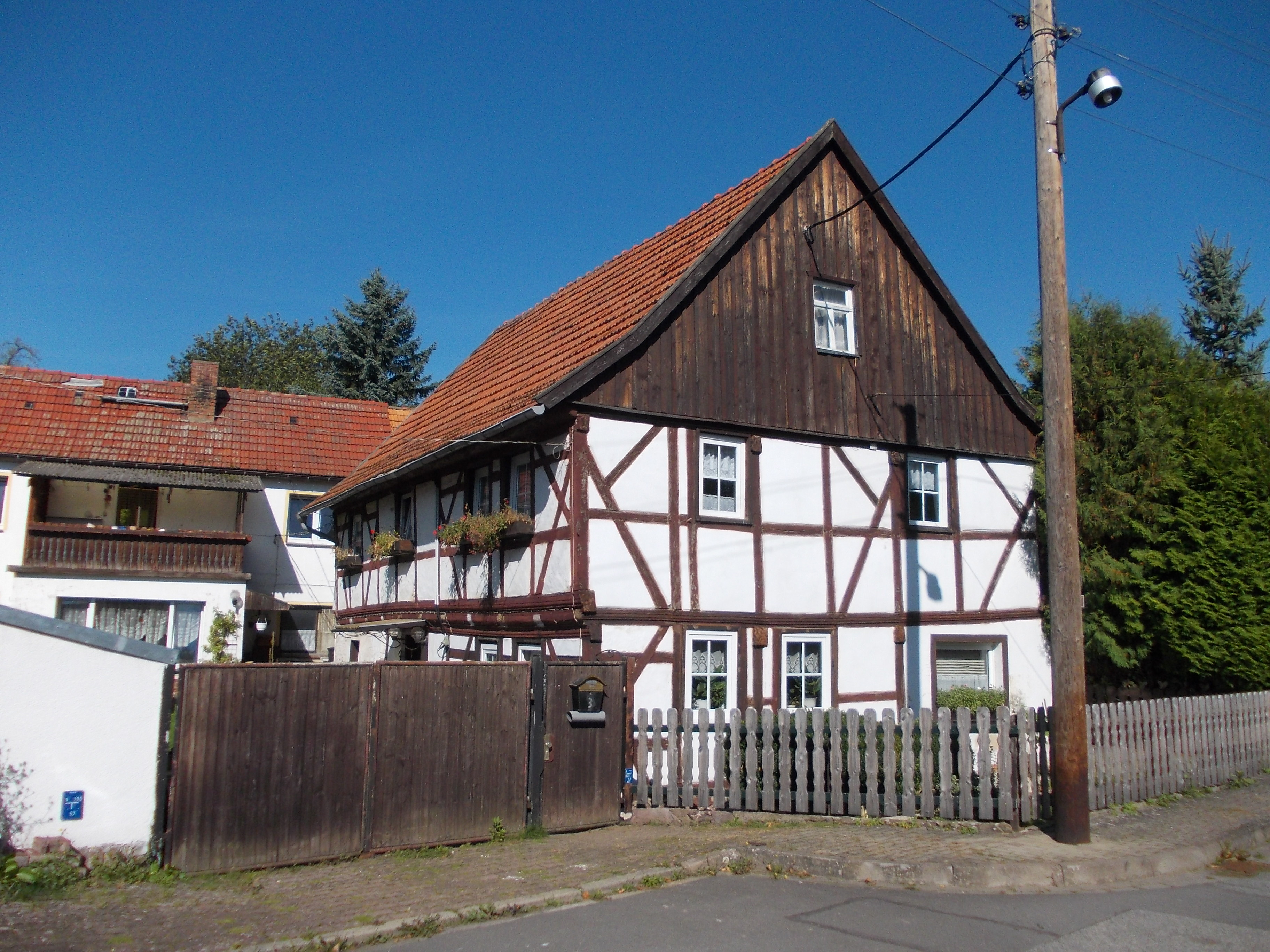
Фахверковый дом в Штемпеде
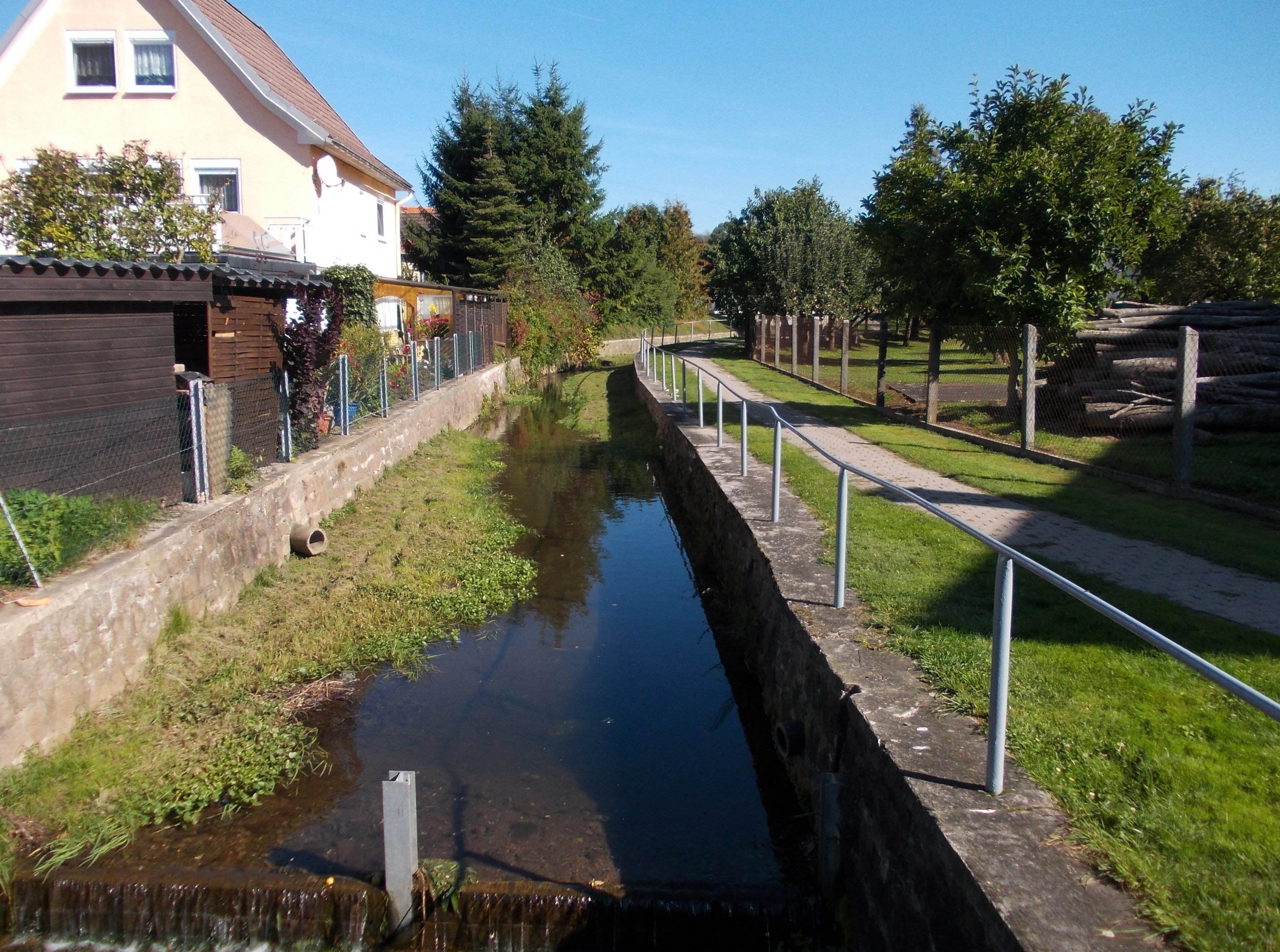
Волчий ручей в Штемпеде